# Shannon Paku
Pas d'image ? Cliquez ici

a Compétitions nationales et continentales officielles uniquement.

b Matchs officiels uniquement.
Dernière mise à jour le 2 janvier 2018.
 Shannon Paku, né le 23 septembre 1980 à Masterton (Nouvelle-Zélande), est un joueur de rugby à XV néo-zélandais. Il évolue aux postes d'arrière, centre ou ailier (1,83 m pour 88 kg).

## Carrière

### En club et province
- Franchise 
  - 2002 : Hurricanes
  - 2003 : Blues
  - 2004-2008 : Hurricanes

Il a disputé neuf matchs de Super 12 en 2005 et quatorze matchs de Super 14 en 2006.
- Province ou Club 
  - 2000-2008 : Wellington Rugby Football Union
  - 2008-2010 : US Montauban
  - 2010 : Manawatu Rugby Union

En mars 2009, il est sélectionné avec le XV du président, sélection de joueurs étrangers évoluant en France coachée par Vern Cotter, pour jouer un match amical contre les Barbarians français au Stade Ernest-Wallon à Toulouse. Le XV du président l'emporte 33 à 26.

### En équipe nationale
Il a joué avec l'équipe de Nouvelle-Zélande des moins de 21 ans en 2001.
Il a disputé aussi cinq matchs avec l’équipe des Māori de Nouvelle-Zélande, un en 2005 et quatre en 2006 dans le cadre de la Churchill Cup de rugby à XV.

## Palmarès
- Finaliste du National Provincial Championship en 2006 avec Wellington.